# Bradford Robotic Telescope

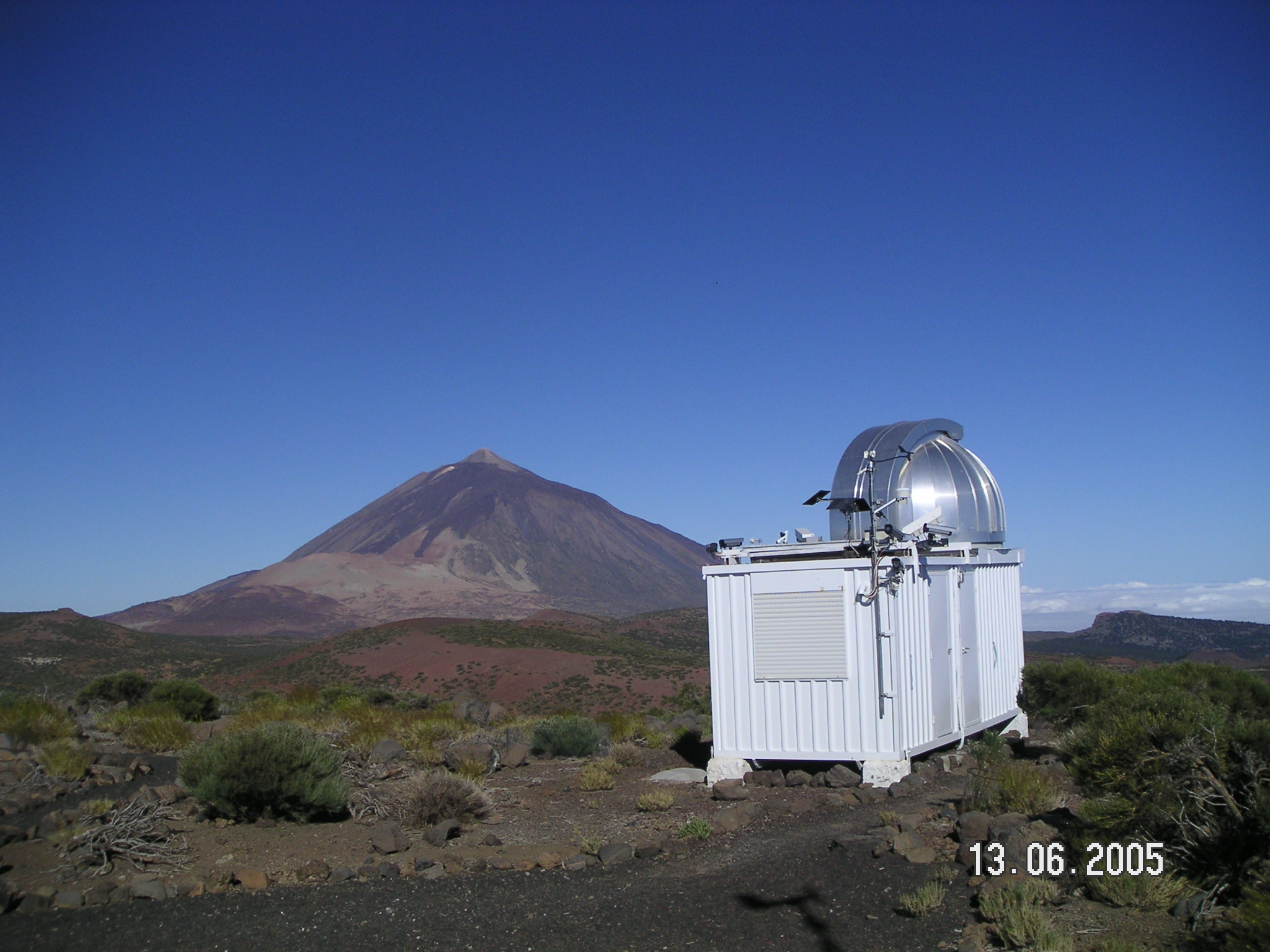

Das Bradford Robotic Telescope ist ein vollautomatisches Teleskop auf Teneriffa in der Nähe des Pico del Teide.
Es arbeitet Aufträge automatisch ab, die zuvor über den Browser eingegeben wurden.
Dieser Service  kann von jedem genutzt werden.

## Optik

### Galaxy
Galaxy ist das Hauptteleskop mit großer Öffnung und Brennweite. Es weist folgende technische Daten auf:
- Gesichtsfeld: 24 Bogenminuten
- Objektiv: Schmidt-Cassegrain Celestron C14
- Brennweite: 3910 mm / 1877 mm
- Öffnung: 355 mm

Für ein besseres Öffnungsverhältnis wurde ein Brennweitenreduzierer eingebaut, welcher die Brennweite auf 1877 mm verkürzt, womit sich ein Öffnungsverhältnis von f/5,3 ergibt.

### Cluster
Cluster ist eine Kamera, mit der Himmelsgebiete von der Größe des Mondes fotografiert werden können. Besonders geeignet für großflächige Galaxien und Ringnebel. Es weist folgende technische Daten auf:
- Gesichtsfeld: 3°
- Objektiv: Nikon
- Brennweite: 200 mm
- Kamera: FLI MaxCam CM2-1 mit einem E2V CCD47-10. CCD-Chip mit 1k × 1k Pixeln und 13 µm/Pixel

### Constellation
Constellation ist eine Kamera, die mit einer einfachen Vergrößerung auf den Himmel zielt. Mit ihr ist es möglich, ganze Sternbilder oder große Himmelsregionen zu fotografieren. Sie weist folgende technische Daten auf:
- Gesichtsfeld: 40°
- Objektiv: Nikon
- Brennweite: 45 mm
- Öffnung: 16 mm
- Kamera: FLI MaxCam CM2-1 mit einem E2V CCD47-10. CCD-Chip mit 1k × 1k Pixeln und 13 µm/Pixel